# Phổ Khẩu
Phổ Khẩu (tiếng Trung: 浦口区, Hán Việt: Phổ Khẩu khu) là một quận của thành phố Nam Kinh (南京市), tỉnh Giang Tô, Cộng hòa Nhân dân Trung Hoa. Quận này có diện tích 900 km2, dân số 500.000 người. Ở đây có các cơ sở của Đại học Nông nghiệp Nam Kinh, Đại học Nam Kinh và Đại học Công nghệ Nam Kinh.